# Cydros
Cydros – rodzaj chrząszczy z rodziny kózkowatych i podrodziny zgrzypikowych.

## Zasięg występowania
Przedstawiciele tego rodzaju występują w Ameryce Południowej i Środkowej od Panamy na północy po Boliwię na południu.

## Systematyka
Do Cydros należą 2 gatunki:
- Cydros leucurus
- Cydros melzeri